# جائزة كندا الكبرى 2005
جائزة كندا الكبرى 2005 (بالإنجليزية: 2005 Canadian Grand Prix)‏ هو سباق فورمولا 1 أقيم بتاريخ 12 يونيو 2005 في حلبة جيل فيلنوف، مونتريال، كندا. كان الثامن من أصل 19 في بطولة العالم لسباقات الفورمولا واحد موسم 2005. حلّ الفنلندي كيمي رايكونن أولا بينما جاء الألماني مايكل شوماخر في المركز الثاني وحصل على المركز الثالث البرازيلي روبنز باركيلو.